# Dan Panaggio
Daniel „Dan“ Panaggio (* 1955) ist ein US-amerikanischer Basketballtrainer.

## Laufbahn
Der aus Rochester (US-Bundesstaat New York) stammende Panaggio spielte von 1973 bis 1977 Basketball an der State University of New York at Brockport, zeitweise war sein Bruder Mike dort sein Mannschaftskamerad.  Er erzielte in dieser Zeit 1601 Punkte und lag damit in der „ewigen Korbjägerliste“ der Hochschulmannschaft auf dem ersten Platz, als er die Uni 1977 verließ. Anschließend wurde er wie sein Vater Mauro, für den er und sein Bruder an der Uni gespielt hatten, Trainer. Er betreute zunächst die Mannschaft der McQuaid Jesuit High School in seiner Heimatstadt Rochester und von 1985 bis 1988 die Mannschaft des im selben Bundesstaat gelegenen Monroe Community College. Ab 1988 war er Co-Trainer der Quad City Thunder in der US-Liga CBA, 1991 stieg er dort zum Cheftrainer auf und blieb bis 2000 im Amt. Im Februar 1992 traf er mit der Mannschaft auf den CBA-Konkurrenten Rockford Lightning, der von seinem Vater trainiert wurde. 1994 und 1998 führte er Quad City zum Gewinn des CBA-Meistertitels, insgesamt drei Mal wurde er während seiner Amtszeit bei Quad City zum Trainer des Jahres der CBA gekürt. Er führte die Mannschaft zu insgesamt 313 Siegen (bei 191 Niederlagen) und in jeder Saison in die Meisterrunde. In der Frühjahrssaison 2000 betreute er die venezolanische Mannschaft Trotamundos als Trainer. In der Saison 2000/01 arbeitete er als Co-Trainer an der Indiana University.
Von 2001 bis 2005 war Panaggio Assistenztrainer bei den Portland Trail Blazers in der NBA, im Spieljahr 2005/06 hatte er diesen Posten an der Marquette University inne. Zwischen 2006 und 2009 war er als Cheftrainer der Los Angeles D-Fenders, der Ausbildungsmannschaft der Los Angeles Lakers, in der NBA D-League tätig, und gehörte darüber hinaus zum Trainerstab der Lakers, die in dieser Zeit 2009 und 2010 NBA-Meister wurden. 2008 betreute er die Lakers als verantwortlicher Trainer in der NBA-Sommerliga. in der Saison 2009/10 arbeitete Panaggio als Spielersichter der Lakers und in der Saison 2010/11 in identischer Position bei den Phoenix Suns.
Panaggio zog es danach nach China, er übernahm 2011 das Traineramt bei den Shanghai Sharks. Im Januar 2013 trat er als Trainer zurück, nachdem er im vorherigen Saisonverlauf mit der Mannschaft nur vier von 17 Spielen gewann, blieb jedoch als Berater für Schanghai tätig. Von Januar bis Juli 2014 gehörte er als Berater zum Stab der Phoenix Suns. 2015 gründete er mit seinem Bruder Mike die Sportprivatschule DME Sports Academy in Daytona Beach (Bundesstaat Florida). Neben der Tätigkeit für die Sportschule war Panaggio von August 2015 bis Januar 2016 Berater des chinesischen Klubs Shenzhen Leopards. Im September 2018 wurde er Sportdirektor beim deutschen Bundesligisten Eisbären Bremerhaven und stieg bei den Eisbären gemeinsam mit seinem Bruder auch als Gesellschafter ein. Mitte Dezember 2018 übernahm Panaggio nach der Entlassung von Arne Woltmann das Traineramt in Bremerhaven. Ende Februar 2019 trat er als Bremerhavener Trainer zurück, nachdem alle elf Bundesliga-Spiele, die die Eisbären unter seiner Leitung bestritten, verloren worden waren. Er blieb aber als Eisbären-Sportdirektor im Amt, ehe er diese Aufgabe im Sommer 2019 abgab. Anschließend war er weiterhin für die von ihm mitgegründete DME Sports Academy tätig.